# پل موتیان
پل موتیان ( انگلیسی: Paul Motian؛ ۲۵ مارس ۱۹۳۱ – ۲۲ نوامبر ۲۰۱۱) موسیقی‌دان، آهنگساز، bandleader ارمنی‌تبار اهل ایالات متحده آمریکا بود. وی بین سال‌های ۱۹۵۴ تا ۲۰۱۰ میلادی فعالیت می‌کرد.

## زندگی‌نامه
وی در ۲۵ مارس ۱۹۳۱ در فیلادلفیا به دنیا آمد و از فارغ‌التحصیل گشت. وی همچنین برنده جوایزی همچون  شد. وی در ۲۲ نوامبر ۲۰۱۱ در سن ۸۰ سالگی در نیویورک به علت ابتلا به بیماری سرطان درگذشت.